# Міст Фабричіо
Міст Фабричіо (італ. Ponte Fabricio, лат. Pons Fabricius), сьогодні — міст Кваттро Капі (італ. Ponte dei Quattro Capi, букв. міст Чотирьох голів) — найдавніший вцілілий міст Рима.

## Опис

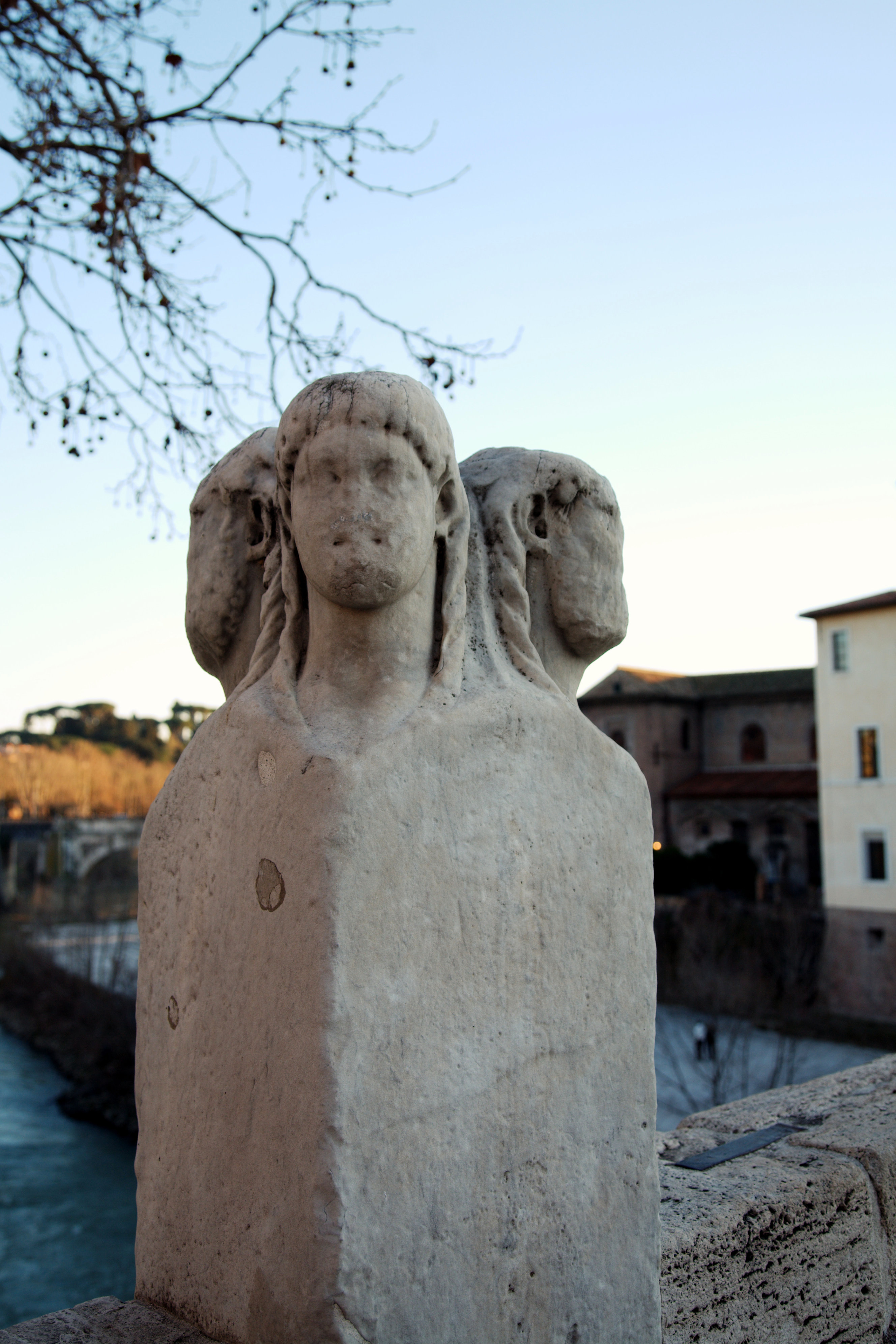
Антична стела перед мостом

Кам'яний міст, побудований 62 р. до н. е. куратором доріг (лат. curator viarum) Луцієм Фабрицієм, з'єднує Тіберіну з лівим берегом Тибра. Міст завдовжки 62 м, має дві арки, ширина арок — до 24.5 м.
У Середні віки міст також називався лат. Pons Iudaeorum, оскільки знаходився поруч із юдейським гетто. Нинішню назву — Ponte dei Quattro Capi — міст отримав за двома античними стелами біля початку мосту, із зображенням чотирьох голів Геркулеса або дволикого Януса.